# Kreis Pásztó
Der Kreis Pásztó (ungarisch Pásztói járás) ist ein Kreis im Süden des nordungarischen Komitats Nógrád. Er grenzt im Westen an den Kreis Balassagyarmat, im Nordwesten an den Kreis Szécsény und im Nordosten an die Kreise Salgótarján und Bátonyterenye. Im Südosten bildet das Komitat Heves die Grenze, im Südwesten das Komitat Pest.

## Geschichte
Der Kreis ging während der ungarischen Verwaltungsreform Anfang 2013 mit allen 26 Gemeinden aus seinem Vorgänger, dem gleichnamigen Kleingebiet (ungarisch Pásztói kistérség) hervor.

## Gemeindeübersicht
Der Kreis Pásztó hat eine durchschnittliche Gemeindegröße von 1.179 Einwohnern auf einer Fläche von 21,21 Quadratkilometern. Die Bevölkerungsdichte des größten Kreises liegt unter der des Komitats. Der Verwaltungssitz befindet sich in der einzigen Stadt, Pásztó, im Nordosten des Kreises gelegen.
| Gemeinde         | Status   | Herkunft Kleingebiet | Einwohnerzahl | Einwohnerzahl | Einwohnerzahl | Fläche (km²) | Bevölkerungs- dichte (Ew./km²) |
| Gemeinde         | Status   | Herkunft Kleingebiet | 01.10.2011    | 01.01.2013    | 01.01.2016    | 01.01.2016   | Bevölkerungs- dichte (Ew./km²) |
| ---------------- | -------- | -------------------- | ------------- | ------------- | ------------- | ------------ | ------------------------------ |
| Alsótold         | Gemeinde | Pásztó               | 230           | 232           | 230           | 7,86         | 29,3                           |
| Bér              | Gemeinde | Pásztó               | 369           | 360           | 332           | 25,49        | 13,0                           |
| Bokor            | Gemeinde | Pásztó               | 103           | 131           | 114           | 6,75         | 16,9                           |
| Buják            | Gemeinde | Pásztó               | 2.202         | 2.187         | 2.170         | 53,04        | 40,9                           |
| Csécse           | Gemeinde | Pásztó               | 922           | 925           | 885           | 21,73        | 40,7                           |
| Cserhátszentiván | Gemeinde | Pásztó               | 140           | 125           | 115           | 10,66        | 10,8                           |
| Ecseg            | Gemeinde | Pásztó               | 1.169         | 1.178         | 1.178         | 24,10        | 48,9                           |
| Egyházasdengeleg | Gemeinde | Pásztó               | 482           | 484           | 450           | 15,74        | 28,6                           |
| Erdőkürt         | Gemeinde | Pásztó               | 494           | 486           | 479           | 21,72        | 22,1                           |
| Erdőtarcsa       | Gemeinde | Pásztó               | 513           | 504           | 489           | 15,07        | 32,4                           |
| Felsőtold        | Gemeinde | Pásztó               | 132           | 125           | 126           | 10,83        | 11,6                           |
| Garáb            | Gemeinde | Pásztó               | 52            | 57            | 50            | 8,20         | 6,1                            |
| Héhalom          | Gemeinde | Pásztó               | 992           | 967           | 979           | 18,67        | 52,4                           |
| Jobbágyi         | Gemeinde | Pásztó               | 2.175         | 2.137         | 2.086         | 17,84        | 116,9                          |
| Kálló            | Gemeinde | Pásztó               | 1.540         | 1.458         | 1.495         | 36,97        | 40,4                           |
| Kisbágyon        | Gemeinde | Pásztó               | 428           | 421           | 418           | 10,24        | 40,8                           |
| Kozárd           | Gemeinde | Pásztó               | 155           | 167           | 161           | 6,44         | 25,0                           |
| Kutasó           | Gemeinde | Pásztó               | 93            | 91            | 83            | 6,05         | 13,7                           |
| Mátraszőlős      | Gemeinde | Pásztó               | 1.570         | 1.603         | 1.536         | 29,17        | 52,7                           |
| Palotás          | Gemeinde | Pásztó               | 1.628         | 1.616         | 1.585         | 17,07        | 92,9                           |
| Pásztó           | Stadt    | Pásztó               | 9.689         | 9.559         | 9.212         | 72,60        | 126,9                          |
| Szarvasgede      | Gemeinde | Pásztó               | 409           | 388           | 386           | 9,99         | 38,6                           |
| Szirák           | Gemeinde | Pásztó               | 1.159         | 1.203         | 1.189         | 19,09        | 62,3                           |
| Szurdokpüspöki   | Gemeinde | Pásztó               | 1.875         | 1.939         | 1.865         | 26,70        | 69,9                           |
| Tar              | Gemeinde | Pásztó               | 1.949         | 1.892         | 1.833         | 27,34        | 67,0                           |
| Vanyarc          | Gemeinde | Pásztó               | 1.259         | 1.262         | 1.198         | 32,22        | 37,2                           |
| Kreis Pásztó     |          |                      | 31.729        | 31.497        | 30.644        | 551,58       | 55,6                           |